# Stazione di Kawasaki
La stazione di Kawasaki (川崎駅?, Kawasaki-eki) è la principale stazione ferroviaria della città giapponese di Kawasaki, nella prefettura di Kanagawa. Si trova nel quartiere di Kawasaki-ku e conta tre linee gestite dalla JR East.

## Linee
East Japan Railway Company
■ Linea Keihin-Tōhoku
■ Linea principale Tōkaidō
■ Linea Nambu

## Struttura
La stazione conta in totale sei binari con tre banchine a isola collegate da ascensori e scale mobili al fabbricato viaggiatori, di grandi dimensioni, posto sopra di essi. All'interno è presente una biglietteria aperta dalle 6:00 alle 22:00, 6 combini e alcuni caffè. Fra gli altri servizi disponibili, tornelli automatici con supporto alla biglietteria elettronica Suica e servizi igienici.
| Bin. | Linea                      | Destinazione                              |
| ---- | -------------------------- | ----------------------------------------- |
| 1    | ■ Linea principale Tōkaidō | Yokohama・Odawara・Atami                  |
| 2    | ■ Linea principale Tōkaidō | Shinagawa・Tokyo                          |
| 3    | ■ Linea Keihin-Tōhoku      | Tsurumi・Yokohama・Isogo・Ōfuna           |
| 4    | ■ Linea Keihin-Tōhoku      | Kamata・Shinagawa・Tokyo・Akabane・Ōmiya  |
| 5-6  | ■ Linea Nambu              | Musashi-Kosugi・Fuchū-Hommachi・Tachikawa |

## Stazioni adiacenti
| «                             | Servizio           | »           |
| Linea Nambu                   | Linea Nambu        | Linea Nambu |
| ----------------------------- | ------------------ | ----------- |
| Capolinea                     | Locale             | Shitte      |
| Capolinea                     | Rapido             | Kashimada   |
| Linea Keihin-Tōhoku           |                    |             |
| Kamata                        | Locale Rapido      | Tsurumi     |
| Linea principale Tōkaidō      |                    |             |
| Shinagawa                     | Locale Rapido Acty | Yokohama    |
| Il Rapido pendolari non ferma |                    |             |